# Derbi de Praga

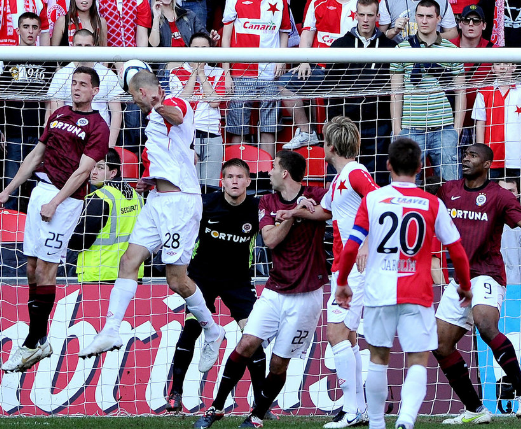
Imagen de un derbi de Praga en 2012.

El derbi de Praga (en checo: Pražské derby) es un partido de fútbol entre los rivales locales del SK Slavia Praga y el AC Sparta Praga, considerado el clásico del fútbol checo. Los dos equipos se fundaron en Praga, el Slavia un año antes que sus rivales del Sparta, en 1892. Los dos clubes son los más exitosos y famosos del país y su dominio en el campeonato nacional de liga les ha llevado a ser referidos colectivamente como la "S Praga".
El también conocido como clásico de Praga se ha disputado un total de 303 veces (datos actualizados a junio de 2022), en los que el Sparta ganó 136 de esos partidos, 72 terminaron en empate y Slavia ganó 95.

## Historia
El primer derbi de Praga de la historia se disputó en marzo de 1896 y el AC Sparta derrotó al SK Slavia por 1:0.

## Partidos

### Gambrinus liga (1993/94 — presente)
|           | Slavia Praga vs. Sparta Praga | Slavia Praga vs. Sparta Praga | Slavia Praga vs. Sparta Praga | Slavia Praga vs. Sparta Praga | Sparta Praga vs. Slavia Praga | Sparta Praga vs. Slavia Praga | Sparta Praga vs. Slavia Praga | Sparta Praga vs. Slavia Praga |
| --------- | ----------------------------- | ----------------------------- | ----------------------------- | ----------------------------- | ----------------------------- | ----------------------------- | ----------------------------- | ----------------------------- |
| Temporada | Fecha                         | Estadio                       | Asistencia                    | Resultado                     | Fecha                         | Estadio                       | Asistencia                    | Resultado                     |
| 1993/94   | 19–09–1993                    | Stadion Eden                  | N/A                           | 1–1                           | 10–03–1994                    | Strahov Stadium               | N/A                           | 4–1                           |
| 1994/95   | 07–04–1995                    | Stadion Eden                  | N/A                           | 0–1                           | 09–09–1994                    | Letná Stadium                 | N/A                           | 0–0                           |
| 1995/96   | 09–09–1995                    | Stadion Eden                  | N/A                           | 0–2                           | 23–03–1996                    | Letná Stadium                 | N/A                           | 3–1                           |
| 1996/97   | 25–03–1997                    | Stadion Eden                  | 12.123                        | 1–1                           | 21–09–1996                    | Letná Stadium                 | 11.162                        | 1–1                           |
| 1997/98   | 13–09–1997                    | Stadion Eden                  | 9.339                         | 0–1                           | 30–03–1998                    | Letná Stadium                 | 15.628                        | 1–1                           |
| 1998/99   | 04–05–1999                    | Stadion Eden                  | 10.106                        | 1–0                           | 21–09–1998                    | Letná Stadium                 | 13.065                        | 0–0                           |
| 1999/00   | 08–11–1999                    | Stadion Eden                  | 13.532                        | 2–1                           | 06–05–2000                    | Letná Stadium                 | 18.849                        | 5–1                           |
| 2000/01   | 01–12–2000                    | Strahov Stadium               | 8.590                         | 1–3                           | 16–03–2001                    | Letná Stadium                 | 16.350                        | 4–4                           |
| 2001/02   | 13–10–2001                    | Strahov Stadium               | 10.123                        | 0–1                           | 05–04–2002                    | Letná Stadium                 | 12.686                        | 1–1                           |
| 2002/03   | 23–09–2002                    | Strahov Stadium               | 8.421                         | 0–0                           | 12–04–2003                    | Letná Stadium                 | 18.228                        | 2–0                           |
| 2003/04   | 14–03–2004                    | Strahov Stadium               | 16.156                        | 0–2                           | 30–08–2003                    | Letná Stadium                 | 16.662                        | 0–0                           |
| 2004/05   | 16–04–2005                    | Strahov Stadium               | 12.881                        | 1–1                           | 16–10–2004                    | Toyota Arena                  | 15.012                        | 2–0                           |
| 2005/06   | 23–10–2005                    | Strahov Stadium               | 14.542                        | 4–1                           | 08–04–2006                    | Toyota Arena                  | 20.318                        | 2–1                           |
| 2006/07   | 02–10–2006                    | Strahov Stadium               | 14.343                        | 0–0                           | 23–04–2007                    | Toyota Arena                  | 20.318                        | 1–0                           |
| 2007/08   | 31–03–2008                    | Strahov Stadium               | 16.205                        | 1–1                           | 08–10–2007                    | AXA Arena                     | 20.565                        | 0–2                           |
| 2008/09   | 13–04–2009                    | Synot Tip Aréna               | 20.156                        | 1–1                           | 06–10–2008                    | AXA Arena                     | 20.500                        | 1–4                           |
| 2009/10   | 05–10–2009                    | Synot Tip Aréna               | 19.370                        | 0–1                           | 12–04–2010                    | Generali Arena                | 18.639                        | 1–0                           |
| 2010/11   | 20–09–2010                    | Synot Tip Aréna               | 15.142                        | 1–2                           | 11–04–2011                    | Generali Arena                | 18.873                        | 1–0                           |
| 2011/12   | 24–03–2012                    | Synot Tip Aréna               | 16.516                        | 1–1                           | 26–09–2011                    | Generali Arena                | 18.299                        | 3–0                           |
| 2012/13   | 29–09–2012                    | Synot Tip Aréna               | 15.654                        | 1–0                           | 13–04–2013                    | Generali Arena                | 19.410                        | 3–1                           |
| 2013/14   | 28–09–2013                    | Synot Tip Aréna               | 15.884                        | 0–2                           | 12–04–2014                    | Generali Arena                | 19.089                        | 3–0                           |
| 2014/15   | 27–09–2014                    | Synot Tip Aréna               | 16.661                        | 0–2                           | 11–04–2015                    | Generali Arena                | 18.665                        | 2–1                           |
| 2015/16   | 27–09–2015                    | Synot Tip Aréna               | 17.663                        | 1–0                           | 20–03–2016                    | Generali Arena                | 18.964                        | 3–1                           |
| 2016/17   | 02–04–2017                    | Synot Tip Aréna               | 19.084                        | 1–1                           | 25–09–2016                    | Generali Arena                | 18.397                        | 0–2                           |
| 2017/18   | 17–09–2017                    | Synot Tip Aréna               | 19.084                        | 2–0                           | 17–03–2018                    | Generali Arena                | 17.034                        | 3–3                           |
| 2018/19   | 14–04–2019                    | Synot Tip Aréna               | 19.370                        | 1–1                           | 04–11–2018                    | Generali Arena                | 17.398                        | 2–2                           |
| 2018/19   | 26–05–2019                    | Synot Tip Aréna               | 17.986                        | 2–1                           |                               |                               |                               |                               |
| 2019/20   | 08–03–2020                    | Synot Tip Aréna               |                               | 1–1                           | 22–09–2019                    | Generali Arena                | 17.292                        | 0–3                           |
| 2019/20   | 08–07–2020                    | Synot Tip Aréna               |                               | 0–0                           |                               |                               |                               |                               |
| 2020/21   | 11–04–2021                    | Synot Tip Aréna               |                               | 2–0                           | 06–12–2020                    | Generali Arena                |                               | 0–3                           |
| 2021-22   | 06–03–2022                    | Synot Tip Aréna               | 19.370                        | 2–0                           | 03–10–2021                    | Generali Arena                | 17.093                        | 1–0                           |
| 2021-22   | 15–05–2022                    | Synot Tip Aréna               | 18.131                        | 1–2                           |                               |                               |                               |                               |
| 2022-23   | 23–10–2022                    | Synot Tip Aréna               | 19.370                        | 4–0                           | 15–04–2023                    | Generali Arena                | 18,305                        | 3–3                           |
| 2022-23   |                               |                               |                               |                               | 13–05–2023                    | Generali Arena                | 17.986                        | 3–2                           |

### Copa
| Fecha                | Estadio         | Partidos | Partidos  | Partidos | Competición                                         | Asistencia |
| Fecha                | Estadio         | Equipo 1 | Resultado | Equipo 2 | Competición                                         | Asistencia |
| -------------------- | --------------- | -------- | --------- | -------- | --------------------------------------------------- | ---------- |
| 14 de abril de 1993  | Strahov Stadium | Slavia   | 0–2       | Sparta   | Cuartos de final de la Copa de Checoslovaquia       |            |
| 8 de mayo de 1996    | Letná Stadium   | Sparta   | 2–0       | Slavia   | Dieciseisavos de final Copa de la República Checa   |            |
| 4 de mayo de 1999    | Letná Stadium   | Sparta   | 0–1       | Slavia   | Semifinal de la Copa de la República Checa          | 6.432      |
| 13 de mayo de 2002   | Strahov Stadium | Sparta   | 1–2       | Slavia   | Final de la Copa de la República Checa              | 8.820      |
| 1 de abril de 2010   | Synot Tip Aréna | Slavia   | 1–0       | Sparta   | Semifinal de la Copa de la República Checa (ida)    | 7.439      |
| 15 de abril de 2010  | Generali Arena  | Sparta   | 0–1       | Slavia   | Semifinal de la Copa de la República Checa (vuelta) | 10.577     |
| 21 de abril de 2019  | Synot Tip Aréna | Slavia   | 3–0       | Sparta   | Semifinal de la Copa de la República Checa          | 16.246     |
| 5 de mayo de 2021    | Generali Arena  | Sparta   | 0–3       | Slavia   | Semifinal de la Copa de la República Checa          |            |
| 9 de febrero de 2022 | Synot Tip Aréna | Slavia   | 0–2       | Sparta   | Cuartos de final de la Copa de la República Checa   | 1.000      |
| 3 de mayo de 2023    | Generali Arena  | Sparta   | 0–2       | Slavia   | Final de la Copa de la República Checa              | 17,037     |

## Ranking de posiciones en la Gambrinus liga
| P. | 94 | 95 | 96 | 97 | 98 | 99 | 00 | 01 | 02 | 03 | 04 | 05 | 06 | 07 | 08 | 09 | 10 | 11 | 12 | 13 | 14 | 15 | 16 | 17 | 18 | 19 | 20 |
| -- | -- | -- | -- | -- | -- | -- | -- | -- | -- | -- | -- | -- | -- | -- | -- | -- | -- | -- | -- | -- | -- | -- | -- | -- | -- | -- | -- |
| 1  | 1  | 1  | 1  | 1  | 1  | 1  | 1  | 1  |    | 1  |    | 1  |    | 1  | 1  | 1  | 1  |    |    |    | 1  |    |    | 1  |    | 1  | 1  |
| 2  | 2  | 2  |    | 2  | 2  |    | 2  | 2  | 2  | 2  | 2  | 2  |    | 2  | 2  | 2  |    | 2  | 2  | 2  |    | 2  | 2  |    | 2  |    |    |
| 3  |    |    |    |    |    | 3  |    |    |    |    |    |    | 3  |    |    |    |    |    |    |    |    |    |    | 3  |    | 3  | 3  |
| 4  |    |    | 4  |    |    |    |    |    |    |    | 4  |    |    |    |    |    |    |    |    |    |    |    |    |    |    |    |    |
| 5  |    |    |    |    |    |    |    |    | 5  |    |    |    | 5  |    |    |    |    |    |    |    |    |    | 5  |    | 5  |    |    |
| 6  |    |    |    |    |    |    |    |    |    |    |    |    |    |    |    |    |    |    |    |    |    |    |    |    |    |    |    |
| 7  |    |    |    |    |    |    |    |    |    |    |    |    |    |    |    |    | 7  |    |    | 7  |    |    |    |    |    |    |    |
| 8  |    |    |    |    |    |    |    |    |    |    |    |    |    |    |    |    |    |    |    |    |    |    |    |    |    |    |    |
| 9  |    |    |    |    |    |    |    |    |    |    |    |    |    |    |    |    |    | 9  |    |    |    |    |    |    |    |    |    |
| 10 |    |    |    |    |    |    |    |    |    |    |    |    |    |    |    |    |    |    |    |    |    |    |    |    |    |    |    |
| 11 |    |    |    |    |    |    |    |    |    |    |    |    |    |    |    |    |    |    |    |    |    | 11 |    |    |    |    |    |
| 12 |    |    |    |    |    |    |    |    |    |    |    |    |    |    |    |    |    |    | 12 |    |    |    |    |    |    |    |    |
| 13 |    |    |    |    |    |    |    |    |    |    |    |    |    |    |    |    |    |    |    |    | 13 |    |    |    |    |    |    |
| 14 |    |    |    |    |    |    |    |    |    |    |    |    |    |    |    |    |    |    |    |    |    |    |    |    |    |    |    |
| 15 |    |    |    |    |    |    |    |    |    |    |    |    |    |    |    |    |    |    |    |    |    |    |    |    |    |    |    |
| 16 |    |    |    |    |    |    |    |    |    |    |    |    |    |    |    |    |    |    |    |    |    |    |    |    |    |    |    |

• Total: Slavia 4, Sparta 15.